# Thrixspermum ponapense
Thrixspermum ponapense är en orkidéart som beskrevs av Takasi Tuyama. Thrixspermum ponapense ingår i släktet Thrixspermum och familjen orkidéer. Inga underarter finns listade i Catalogue of Life.